# Vicenç Sardinero
Vicenç Sardinero i Puerto (Barcelona, 12 de gener de 1937 - Villafranca del Castillo, Madrid, 9 de febrer de 2002) va ser un baríton català.
Vicenç Sardinero fou uns dels barítons dramàtics catalans més importants de la segona meitat del segle xx, amb una carrera plena d'èxits arreu del món. Actuà amb els millor cantants de la seva època sota la batuta dels directors més prestigiosos i als teatres més importants. La seva veu era molt timbrada, rodona, fàcil, amb un registre molt extens i una tècnica depurada que li aportava flexibilitat. Les seves interpretacions eren sempre encertades i era capaç de donar profunditat als seus personatges. El seu repertori, de més de quaranta títols, era eminentment italià i francès i en destacaven les interpretacions de Puccini, Bellini, Verdi i Bizet. Tot i això, també cantà els títols de sarsuela més emblemàtics, gènere a què estava molt lligat des dels seus inicis en el món de cant. Fou guardonat amb dues importants distincions de l'àmbit cultural: la Medalla d'Or del Gran Teatre del Liceu i la del Círculo de Bellas Artes de Madrid.

## Biografia
Fill i net de sabaters, va assistir a l'escola primària, però de molt jove començà a treballar ajudant al negoci del seu pare. Després d'acabar el servei militar, l'any 1959 començà els estudis musicals al Conservatori Municipal de Música de Barcelona, primer amb la soprano Mercedes Caspir i després amb el mestre Jaume Francesc Puig. El 1963 guanyà el primer premi del concurs convocat pels Amics de l'Art de Sabadell i l'any següent, el primer premi d'un concurs de veus líriques que organitzava Ràdio Barcelona. La temporada 1964-1965 cantà papers secundaris al Gran Teatre del Liceu com Marullo a l'òpera Rigoletto (Verdi) i Sargento Morales a Carmen (Bizet), entre d'altres. Viatjà a Madrid per fer una audició per al mestre Moreno Torroba, en aquell moment director del Teatro de la Zarzuela. L'audició fou un èxit i el mestre Torroba el contractà per dues temporades. El mateix any guanyà el Concurs Internacional de Cant Francesc Viñas, un premi que es considera el veritable començament de la seva vida artística. Debutà al Gran Teatre del Liceu amb el rol d'Escamillo de Carmen; aquest teatre fou casa seva al llarg dels vint-i-cinc anys en què va actuar a l'escenari català; Sardinero recordà especialment l'època en què treballà amb l'empresari Joan Antoni Pàmias.
Amb els diners obtinguts al concurs Viñas més unes beques de la Fundació March de Madrid i de la Diputació de Barcelona, decidí anar a Itàlia per estudiar amb el mestre Vladimiro Badiali, que era també mestre del tenor català Jaume Aragall. L'any 1967 guanyà el primer premi del Concurs per a Veus Verdianes de Busseto. Aquest concurs marcà l'inici de la seva carrera professional. L'any 1968 fou contractat per interpretar Lord Enrico Ashton de Lucia de Lammermoor (Donizetti) a La Scala de Milà sota la batuta de Claudio Abbado i amb la soprano italiana Renata Scotto i Jaume Aragall. El mateix any cantà el rol de Germont de La Traviata (Verdi) a la Staatoper de Viena amb la soprano austríaca Hilde Gueden i el tenor català Joan Oncina. En aquest teatre va estar contractat com a part de l'elenc estable durant uns anys. Aquesta temporada de treball constant dins del teatre li va permetre treballar a fons el repertori que després li donaria prestigi internacional.
L'any 1970 cantà Lucia de Lammermoor a l'Òpera de Filadèlfia junt amb la soprano nord-americana Bereverli Sills i el tenor canari Alfredo Kraus. La temporada 1970-1971 del Liceu cantà Il pirata (Bellini) amb Montserrat Caballé i el seu marit, el tenor Bernabé Martí, dirigits per Carlo Felice Cilliaro. Debutà al Covent Garden el 1976 cantant el rol de Marcello de La bohème (Puccini), paper que li donaria moltes satisfaccions al llarg de la seva carrera. El mateix any cantà el Fígaro d'Il barbiere di Siviglia (Rossini) a l'Òpera de San Francisco junt amb la mezzosoprano nord-americana Frederica von Stade i sota la batuta del mestre Silvio Varviso. L'any 1977 tornà a cantar La bohème, aquesta vegada debutant al Metropolitan Opera House a Nova York junt amb el tenor català Josep Carreras, la soprano romanesa Ileana Cotrubas i la italiana Kathia Ricciarelli, sota la batuta del mestre James Levine. El 1978 tornà a La Scala de Milà amb el rol de conte di Luna de Il trovatore (Verdi) sota la batuta de Zubin Mehta junt amb la soprano hongaresa Eva Marton i la mezzosoprano italiana Fiorenza Cossotto.
Debutà al teatre Colón de Buenos Aires el 1981 amb La traviata i tornà l'any següent amb Falstaff (Verdi). L'any 1983 cantà Manon Lescaut a l'Òpera de San Francisco junt amb la soprano italiana Mirella Freni. També actuà a l'Òpera de Viena cantant Don Carlo (Verdi) amb Montserrat Caballé i Jaume Aragall, i Un ballo in maschera (Verdi) novament amb Motserrat Caballé i Josep Carreras a l'òpera de Niça. L'any 1988 fou convidat a cantar en la inauguració de l'Auditori Nacional de Música de Madrid l'obra pòstuma de Manuel de Falla La Atlántida, junt amb Montserrat Caballé. El 1997 cantà La vida breve, també del mestre Falla, al Teatro Real de Madrid junt amb Jaume Aragall, i l'any 1999 tornà al Real per interpretar l'òpera Las golondrinas de José Maria Usandizaga.
La seva última actuació fou al Gran Teatre del Liceu l'any 2001 compartint el rol d'Amonasro d'Aïda amb el baríton menorquí Joan Pons i el nord-americà Ned Barth. L'any següent morí a Madrid víctima d'un càncer.
Morí després d'una llarga malaltia. Fou incinerat al cementiri de La Almudena (Madrid).

## Enregistraments
Conjuntament amb les seves interpretacions als escenaris més prestigiosos del món, té nombrosos enregistraments discogràfics i audiovisuals d'òpera i sarsuela. Entre els enregistraments de sarsuela destaquen els següents: l'any 1965, Los burladores (Sorozábal), junt amba la mezzosoprano Teresa Berganza; el 1969, La canción del olvido (Serrano); el 1972, El pájaro azul (Millán), junt amb Montserrat Caballé; el 1974, Maruxa (Vives), junt amb M. Caballé; Cançó d'amor i de guerra (Martinez Valls), junt amb M. Caballé i Josep Carreras; el 1976, La revoltosa (Chapí), junt amb la soprano Isabel Penagos; el 1985, La rosa del azafrán (Guerrero), junt amb I. Penagos. El llistat d'enregistraments d'òpera és també molt abundós; se'n poden destacar els següents títols: el 1968, L'amico Fritz (Mascangi), junt amb Luciano Pavarotti i Mirella Freni sota la batuta del mestre Gianandrea Gavazzeni; el 1969, La straniera (Bellini), junt amb M. Caballé; el 1971 Manon Lescaut (Puccini), junt amb Montserrat Caballé i Plácido Domingo dirigits pel mestre Bruno Bartoletti; el 1973, Un giorno di regno (Verdi), junt amb Jessye Norman, Fiorezza Cossotto i Josep Carrerras sota la batuta del mestre Lamperto Gardelli, i La bohème, junt amb Monserrat Caballé, Plácido Domingo, Sherrill Miles i Ruggero Raimondi, dirigits per Sir George Solti; l'any 1976, Lucia di Lammermoor, junt amb Montserrat Caballé, Josep Carreras i Samuel Ramey sota la batuta de Jesús López-Cobos; el 1977, Edgar (Puccini), junt amb Renata Scotto i Carlo Bergonzi sota la direcció de la mestra nord-americana Eve Queler; el 1981, Le pêcheur de perles (Bizet), junt amb Alfredo Kraus i Mariella Devia; finalment, el 1992 tornà a enregistrar Manon Lescaut, junt amb Miriam Gauci i Donald George, dirigits pel mestre Alexander Rahbari.